# 명주군·양양군
명주군·양양군은 대한민국의 옛 국회의원 선거구이다. 당시 강원도 명주군과 양양군 지역을 관할했다.

## 역사
제13대 국회의원 선거를 앞두고 강릉시·명주군·양양군 선거구에서 분리되면서 신설되었다.
1995년 1월, 강릉시와 명주군이 통합되면서 통합 강릉시가 출범하였다. 이에 제15대 국회의원 선거를 앞두고 통합 강릉시가 2개의 선거구를 구성하게 되면서 명주군 지역은 강릉시 갑, 강릉시 을 선거구로 각각 분리되었으며 양양군은 속초시, 고성군, 인제군과 함께 속초시·고성군·양양군·인제군 선거구를 구성하게 되면서 폐지되었다.

## 역대 국회의원
| 선거   | 정당 | 정당       | 의원   |
| ------ | ---- | ---------- | ------ |
| 1988년 |      | 민주정의당 | 김문기 |
| 1992년 |      | 민주자유당 | 김문기 |
| 1993년 |      | 민주당     | 최욱철 |

## 역대 선거 결과

### 대한민국 제13대 국회의원 선거
|  | 48.35% |

|  | 24.22% |

|  | 17.60% |

|  | 9.81% |

### 대한민국 제14대 국회의원 선거
|  | 36.45% |

|  | 33.85% |

|  | 24.01% |

|  | 3.82% |

|  | 1.84% |

### 1993년 대한민국 재보궐선거
김문기 의원의 사임으로 인해 치러진 1993년 대한민국 재보궐선거에서 민주당 최욱철 후보가 당선되었다.